# بگلی
بگلی (به انگلیسی: Bagley) یک روستا در بریتانیا است که در یورک‌شر و هامبر واقع شده‌است.